# ジーピースポーツ
GP-SPORTS（ジーピースポーツ）は、新潟県三条市に本社を置く輸送用機器の企業。
ドリフト等のスポーツカーを中心とした自動車部品（主にエアロパーツ、サスペンション、マフラーなど）の製造・販売を主力としている他、アップガレージ向けのマフラーをOEM製造している。
首都圏や京阪神には、チューニング等を専門に行う店舗は数多く存在するが、地方の新潟県を軸にし、全国的に名を馳せる珍しい会社である。
毎年熱走!! Exciting Car Showdownで、デモカーの出展を行う等、その活動力には、定評がある。

## 国内拠点
- 本社 - 新潟自動車工業　新潟県三条市
- 埼玉 - GP SPORTS SHOP　埼玉県入間市